# Василевская Пустошь
Василевская Пустошь (укр. Василівська Пустош) — посёлок, входит в Краматорский городской совет Донецкой области Украины.
Население по переписи 2001 года составляло 202 человека.
Расположено на одном из ручьёв реки Беленькая.

## Местный совет
34318, Донецька обл., Краматорська міськрада, смт. Біленьке, вул. Ульянівська, 151, тел. 6-14-13, 6-33-67  (укр.)